# بالفور (کارولینای شمالی)
بالفور (به انگلیسی: Balfour) شهری در ایالت کارولینای شمالی کشور ایالات متحده آمریکا است که جمعیت آن در سرشماری سال ۲۰۱۰ میلادی، ۱٬۱۸۷ نفر بوده‌است.